# جاشيران
جاشيران هي قرية في مقاطعة نقدة، إيران. يقدر عدد سكانها بـ 306 نسمة بحسب إحصاء 2016.